# 8131 Scanlon
8131 Scanlon è un asteroide della fascia principale. Scoperto nel 1976, presenta un'orbita caratterizzata da un semiasse maggiore pari a 2,5649910 UA e da un'eccentricità di 0,2029246, inclinata di 7,35264° rispetto all'eclittica.